# Vermond de La Boissière
Vermond de La Boissière , mort en 1272, est un prélat français du XIIIe siècle. Il est de la famille de Florent de la Boissière, évêque de Noyon.
Vermond de La Boissière est custode et trésorier de l'église de Saint-Quentin, lorsqu’il devient évêque de Noyon en 1250. Il assiste à la translation du corps de saint Fursy à Péronne en 1256, et à celle du corps de saint Quentin faite en la ville de ce nom en 1257, en présence du roi saint Louis. De La Boissière assiste au concile de sa province à Compiègne en 1270.